# 造船所
造船所（ぞうせんじょ、英:shipyard）は、船を建造したり、修理や整備する施設（場所）である。

## 概要
造船所は海に面して、あるいは干満のある川に面して作られる。
造船所には船台方式のものとドック方式のものがあり、船台は主に最初の建造に使われるのに対して、ドックは修理に使われることが多い。
船舶には小型船舶、漁船、セーリングクルーザー（ヨット）、クルーズ客船、貨物船、軍艦などさまざまな種類があるが、造船所ごとに得意としている船舶の種類がある。
大きな造船所は、鋼鉄製の船を造り、クレーン、乾ドック（ドライドック）、船台、ほこり対策の施された倉庫、塗装施設や船舶組み立て用の広大なスペースなどを備える。一方、小さな造船所の中には、もっぱら木造船（木製の船）を造り、主に木材加工用の機械を備えることで済ませているところもある。
小型船舶、漁船、セーリングクルーザー（ヨット）、クルーズ客船、貨物船などは民間の造船所が造る。一方、軍艦は海軍や国家が所有する造船所が建造することが多い。
アメリカ合衆国でも、民間の船舶は民間の造船所が造っている。アメリカ海軍の艦船の修理と補給をアメリカ海軍所有の造船所が行っているが、アメリカ最大の造船所は軍需企業であるノースロップ・グラマンである。
国ごとの造船所の傾向
歴史的にはヨーロッパには比較的大きな造船所が多く（→#歴史）、幕末や明治の日本も欧州の造船所で建造された船を購入したが、その後に世界の造船所が大型化し、現在では欧州の造船業は比較的小規模の会社（小規模の造船所）が沢山ある傾向にある、と考えられるようになった。一方、アジアでは少数の大企業（大規模な造船所）が造船を行っている。2025年現在、造船産業の大きな国は、中華人民共和国（世界市場の市場占有率 43 %）、韓国（シェア 31 %）、日本（シェア 19 %）の他、アメリカ合衆国、ドイツ、トルコ、ポーランド、クロアチアなどである。なお、船舶がその寿命を終えると、主に南アジアなどにある船舶解体場へ送られる。歴史的には船舶解体も先進国にある乾ドックで行われてきたが、コストの問題や環境規制の関係から発展途上国へと移ることになった。

## 歴史

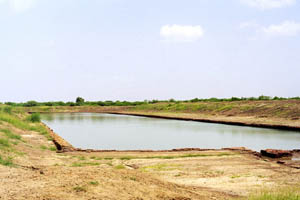
ロータルの造船所

世界でもっとも初期の造船所は、インダス文明において紀元前2400年頃、現在のインド、グジャラート州にあった港町であるロータルに建設された。ロータルの造船所は、シンド州のハラッパーの都市群と当時周辺のカッチ砂漠がまだアラビア海の一部であったカチャワル半島を結ぶ交易路上にあるサバルマティ川（Sabarmati River）に面していた。ロータルの技術者は高い精度で造船所と交易用の倉庫を建設した。造船所は町の東側に沿って建設され、考古学者によって技術上の偉業であると評価されている。土砂で埋まってしまうことを防ぐために川の本流からは離されているが、潮が満ちた時には船が出入りできるようになっていた。

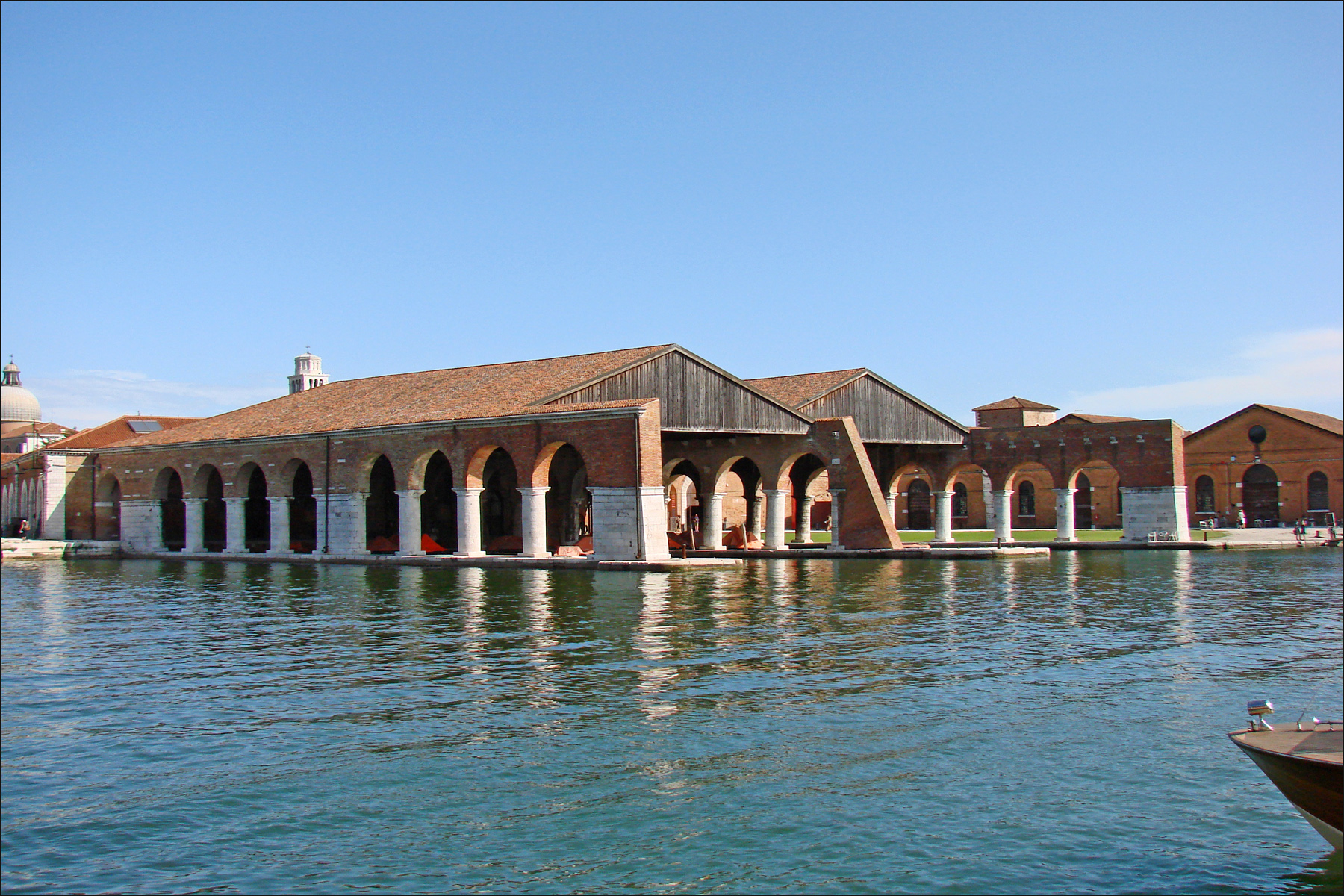
アルセナーレ・ディ・ヴェネツィア

中世のヴェネツィア共和国で、はじめて工場で船舶が量産されるようになった。ヴェネツィア共和国の造船所、アルセナーレ・ディ・ヴェネツィアではあらかじめ製造されていた部品と組み立てラインを使い、最盛期には16,000人の人を使って、ほぼ毎日1隻のペースで船が大量生産されていた。
イギリスでは1512年にヘンリー8世がテムズ川でウーリッジ造船所（Woolwich Dockyard）、1513年にデプトフォード造船所（Deptford）を造った。そのほかマージー川、ティーズ川（River Tees）、タイン川（River Tyne）、ウィア川（River Wear）、クライド川などにも造船所が作られ、特に後者はかつての世界でも有名な造船センターへと成長した。アルフレッド・ヤーロー卿（Alfred Yarrow）も、19世紀末にロンドン、ドックランズのテムズ川沿いに造船所を構え、後に北へクライド川沿いのスコッツタウン（Scotstoun）に移転した。他のイギリスの有名な造船所としては、北アイルランド、ベルファストのタイタニック号を建造したハーランド・アンド・ウルフや、ケントのチャタム（Chatham）にある海軍の造船所がある。

## 定期検査と補修
船舶は定期的に造船所のドックに入って、普段は水面下で見えない船底部分も含めた検査と補修を受ける。これらもまた造船所の仕事となる。

### 船級の維持
ドック入りの時には、船級協会や船籍国政府の検査を受けて合格しないと、「船級」が維持できずに、船体保険や貨物保険が掛けられなくなる。稀に船級を持たないまま運航する船があり、これらは「サブスタンダード船」と呼ばれ、海難リスクの高い船として注意が払われる。

### 船底の掃除と再塗装
何年も自然の水面に浮かんでいる船の船底には、フジツボなどの水生生物が付着したり腐蝕したりして凸凹が生じる。この度合いを「表面粗度」（ひょうめんそど）と呼んで、この抵抗の増加は船速を遅くして航海日数を増やし燃費も悪くするため、定期的な清掃作業が必要となる。船体表面の付着物は高圧水流によって取り除かれ、船底部は特に「船底塗料」と呼ばれる専用の塗料で再塗装される。大型船の船底を清掃するにはドック入りが必要となりコストがかかることから、汚れや生物の付着を防ぐ効果を持つ塗料が研究されてきた。
以前から使用されてきた自己研磨型塗料のうち有機スズ化合物（トリブチルスズなど）を含む物は、その毒性の高さから環境破壊の原因として国際的に使用が禁止され、現在では塗料の成分が溶け出すことで表面への付着を阻害する自己研磨型（自己消耗型）塗料が使われている。船は2-3年ごとに主に船底部の再塗装の為にドック入りして塗り替えが行なわれ、多くの場合、船底部と同時に喫水より上も含めた船体全体が清掃されて必要ならば再塗装される。またスクリューの掃除と再塗装も同時に行われる。
損傷部分の再塗装手順
1. 水洗
2. ショットブラスト
3. 下塗り：プライマー（約40µm）
4. 中塗り：サーフェサー（約120µm）
5. 上塗り：エナメル等（500µm以上）[5]

## 世界の造船所の例

### 歴史的な造船所
- インド、グジャラート州のロータル、紀元前2400年頃から紀元前1900年頃
- アルセナーレ・ディ・ヴェネツィア
- ブラックウォール・ヤード（Blackwall Yard） — 1614年 - 1987年
- テムズ鉄工造船所 — 1837年 - 1912年
- ジョン・ブラウン（John Brown & Company） — 1851年 - 1972年
- グダニスク造船所 — 独立自主管理労働組合「連帯」が発足した場所（稼動中）
- スワン・ハンター（Swan Hunter） — 2006年4月に閉鎖され、インド第2の民間造船会社Bharati造船所に売却された
- ハーランド・アンド・ウルフ — タイタニック (RMS Titanic)が建造された造船所、稼動中
- キャメル・レイアード（Cammell Laird） — 稼動中の修理用造船所
- ブローム・ウント・フォス（Blohm + Voss） — 戦艦ビスマルクが建造された造船所、稼動中
- イギリス海軍の造船所。ウーリッジ、デプトフォード、チャタム（Chatham Dockyard）、ポーツマス、デボンポート（HMNB Devonport）、ジブラルタル、ムンバイ、バミューダ諸島、香港など全世界
- ベスレヘム・スチール — 第二次世界大戦中には15の造船所を保有していた
- チャールズタウン海軍工廠、後のボストン海軍工廠 — 1800年 - 1974年
- ノルウェー、Ulstein Verft — 1917年設立、稼動中
- ネービー・アイランド（Navy Island） — カナダ、オンタリオ州、フランス統治下で1700年から、イギリス統治下で1763年から米英戦争まで
- メア・アイランド海軍造船所 — 1854年 - 1996年
- ブルックリン海軍工廠 — 1801年 - 1966年
- フィラデルフィア海軍造船所 — 1799年 - 1965年
- サンフランシスコ海軍造船所、後にハンターズ・ポイント海軍工廠、トレジャー・アイランド海軍基地ハンターズ・ポイント支所 — 1941年 - 1994年
- ポトレロ・ポイント（Potrero Point） — 1880年代から現在でも稼動中
- 横須賀造船所
- ロングビーチ海軍工廠（Long Beach Naval Shipyard） — 1943年 - 1997年
- ポーツマス海軍造船所 — メイン州とニューハンプシャー州の境界にあり、1800年から現代まで使われているアメリカ海軍最古の造船所
- アトランティーク造船所 — 1861年に設立され、稼動中
- 3. Maj - 地中海では最大級の造船所、クロアチアのリエカに所在、1892年設立、稼動中

### 軍用の造船所

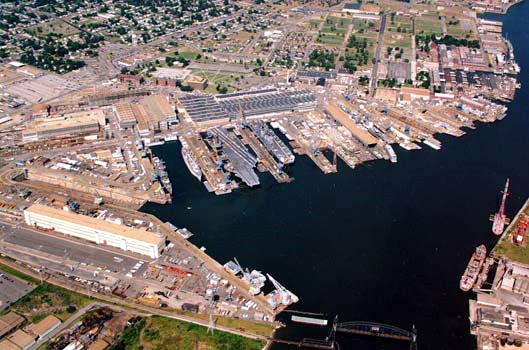
ノーフォーク海軍造船所

- BAE システムズ・サーフェス・シップス — BAEシステムズが所有する。イギリスのポーツマスと、グラスゴーのクライド川にスコッツタウン、ゴバン（Govan）の計3箇所に造船所を運営している。主要な建造としては45型駆逐艦とクイーン・エリザベス級航空母艦がある。
- BAEシステムズ・マリタイム・サブマリンズ（BAE Systems Maritime – Submarines） — イギリスのカンブリア州バロー・イン・ファーネスに造船所を運営している。イギリス海軍のヴァンガード級原子力潜水艦に代表される原子力潜水艦を建造する能力を持った数少ない造船所である。この造船所では過去に水上艦も建造しており、クイーン・エリザベス級航空母艦の建造ブロックも製造する。
- ニューポート・ニューズ造船所 — アメリカ合衆国最大の民間造船会社で、ニミッツ級航空母艦の建造で知られている。
- コーチン造船所（Cochin Shipyard） — インド最大の造船所。現在空母ヴィクラントを建造している。
- デヴォンポート造船所 — イギリスのデヴォン州プリマスにある西ヨーロッパ最大の海軍基地で、15の乾ドック、6kmの海岸、25の係留場、5つのドック、650エーカー（2.6平方km）の面積がある。イギリス海軍の原子力潜水艦の主要な修理場所で、フリゲート艦に対しても作業を実施している。大西洋へのアクセスのよさから7隻のトラファルガー級原子力潜水艦と多くのフリゲート艦の基地となっている。ヴァンガード級原子力潜水艦に対しても専用の修理ドックで支援している。フォークランド紛争で使われた原子力潜水艦カレイジャスが保存されており、一般に公開されている。海軍の主要な訓練施設やイギリス海兵隊の基地もある。
- ガーデン・リーチ造船所（Garden Reach Shipbuilders and Engineers） — インド政府の所有する造船所で、マガール級揚陸艦やシャーダル級戦車揚陸艦を建造している。
- 現代重工業蔚山造船所 — 韓国にある現在世界最大の造船所で、商船から海軍艦艇まで様々な種類の船を建造できる。
- インガルス造船所 — ノースロップ・グラマンのノースロップ・グラマン・シップ・システムズに属する、ミシシッピ州パスカグーラにある造船所。テロ攻撃の被害を受けたコールの修理を行い、また石油プラットフォームやクルーズ客船、海軍艦艇などの建造を行っている。
- マザゴン造船所（Mazagaon） — 国有のマザゴン・ドック会社が運営するインド最大級の造船所。民間・軍事双方の船を建造している。かつてイギリス海軍のトリンコマリーを建造したことで知られる。現在ニルギリ級フリゲート3隻を建造している。
- ノーフォーク海軍造船所 — バージニア州ポーツマスにある世界最大級の造船所で、艦艇や潜水艦の修理やオーバーホール、近代化改修専門である。アメリカ海軍に属する最も古くかつ最大の造修施設である。
- カラチ造船所（Karachi Shipyard） — パキスタンのカラチにあるパキスタン唯一の造船所。貨物船からタグボート、支援船、海軍艦艇、潜水艦など様々なものを建造している。

### 特徴のある造船所
- ポートランド造船所 — オレゴン州ポートランドにあり、カスケード・ジェネラル・シップ・リペアが運営している。アメリカ西海岸にある最大の造船所。
- 煙台莱仏士船廠（Yantai Raffles Shipyard） — 中国、煙台市にある中国の大きな造船所の一つで、中国では珍しい外資の造船会社。多くのオフショア建設機器、貨物船、タグボート、支援船やプレジャーボート・ヨットなどを建造している。
- インドのグジャラート州にあるアラン（Alang）; 船舶解体業の集積地で、世界の50%の船が解体される。